# Chiquinho Feitosa
Francisco Feitosa de Albuquerque Lima (Tauá, 3 de julho de 1964) mais conhecido por Chiquinho Feitosa, é um empresário do setor de transportes públicos e politico brasileiro filiado ao Republicanos.

## Negócios

### Fundação do Grupo Vega (2002)
No dia 9 de fevereiro de 2002, fundou a Vega S/A Transporte Urbano, em Fortaleza, através da aquisição das operações e frota de veículos da empresa Rotasol. Em 2011 expande as operações da Vega para Manaus, tendo na filial manauense o grupo português Barraqueiro, presidido por Humberto Pedrosa como seu principal sócio.

### Aquisição daVimeca(2017)
Adquiriu sua primeira companhia de transporte fora do Brasil em 2017, quando comprou a Vimeca, empresa que opera o serviço de transporte coletivo na Grande Lisboa, em Portugal.

## Trajetória política

### Deputado Federal pelo Ceará (1999-2003)
Na eleição estadual do Ceará de 1998 foi candidato a Deputado Federal pelo Partido da Social Democracia Brasileira, representando a coligação Pra Frente Ceará. Alcançou a vitória com 116.499 votos, ficando em segundo lugar dentre os deputados eleitos no referido pleito.

### Candidaturas à Suplente de Senador pelo Ceará (2006 e 2010)
Em 2002 não buscou a reeleição no cargo de Deputado Federal, retornando a uma disputa eleitoral somente em 2006, quando foi candidato à segundo suplente de senador na candidatura encabeçada por Moroni Torgan (PFL), que foi derrotada pela de Inácio Arruda (PCdoB), Moroni na ocasião recebeu 1.680.362 votos, que representaram 45,90% do eleitorado cearense, ficando em segundo lugar na disputa.
Foi candidato a primeiro suplente de senador na chapa do ex-governador Tasso Jereissati em 2010, que buscava a reeleição para um novo mandato de oito anos, candidatura que acabou terminando a disputa derrotada em terceiro lugar por Eunício Oliveira, candidato do PMDB e José Pimentel candidato do PT, a candidatura de Tasso angariou apenas 23,70%, insuficientes para a vitória no pleito.

### Senador pelo Ceará (2021-2023)
Novamente candidato à primeiro suplente de senador na chapa de Tasso Jereissati (PSDB) em 2014, que conseguiu retornar ao Senado Federal após a derrota de 2010 vencendo a eleição com 57,91% dos votos válidos. Chiquinho assumiu a titularidade do mandato após licença de Tasso em 3 de novembro de 2021 inicialmente com a justificativa de acompanhar os atos da pré-candidatura de Eduardo Leite (PSDB-RS) à presidência do Brasil nas eleições presidenciais que ocorreriam em 2022, o que não se concretizou e Tasso acabou retornando ao mandato em 27 de fevereiro de 2022.